# يان غوردون (ناشر)
يان غوردون (بالإنجليزية: Ian Gordon)‏ هو ناشر أسترالي، ولد في 20 مارس 1952 في برث في أستراليا.